# Wolfram Weniger
Wolfram Weniger (* 15. August 1940 in Görlitz) ist ein deutscher Schauspieler.

## Leben
Weniger besuchte die Schauspielschule in Hannover und nahm anschließend in den 1960er Jahren Bühnenverpflichtungen unter anderem am Theater Oberhausen und nach Baden-Baden an. Darüber hinaus war er intensiv beim Hörfunk tätig. Er war zeitweise mit der Schauspielerin Monika Hessenberg verheiratet.
Vor der Kamera hatte er unter anderem Rollen in den Fernsehserien Freiwillige Feuerwehr, Tatort, Ein Fall für Zwei, Ein Fall für TKKG, Patrik Pacard, SOKO 5113, Der kleine Doktor, Butler Parker und Der Kommissar. Seine Tochter Nina Weniger ist ebenfalls Schauspielerin.

## Hörspiele (Auswahl)
- 1985: Nikolai von Michalewsky: Bei Bildausfall Mord (Prasse) – Regie: Andreas Weber-Schäfer (Original-Hörspiel, Kriminalhörspiel – WDR)

Quelle: ARD-Hörspieldatenbank